# Boucé, Orne
Boucé är en kommun i departementet Orne i regionen Normandie i nordvästra Frankrike. Kommunen ligger i kantonen Écouché som tillhör arrondissementet Argentan. År 2022 hade Boucé 567 invånare.

## Befolkningsutveckling
Antalet invånare i kommunen Boucé
| Referens: INSEE |